# Thomas Sargent
Thomas John Sargent (ur. 19 lipca 1943 w Pasadenie) – amerykański ekonomista, profesor ekonomii na Uniwersytecie Nowojorskim, działający głównie na polu makroekonomii. Zajmował się m.in. teorią racjonalnych oczekiwań. W przeszłości związany m.in. z University of Chicago oraz Stanford University.
W 2011 został, wraz z Christopherem Simsem, uhonorowany Nagrodą Banku Szwecji im. Alfreda Nobla „za empiryczne badania nad przyczynami i skutkami w makroekonomii”.